# EntpPz 65

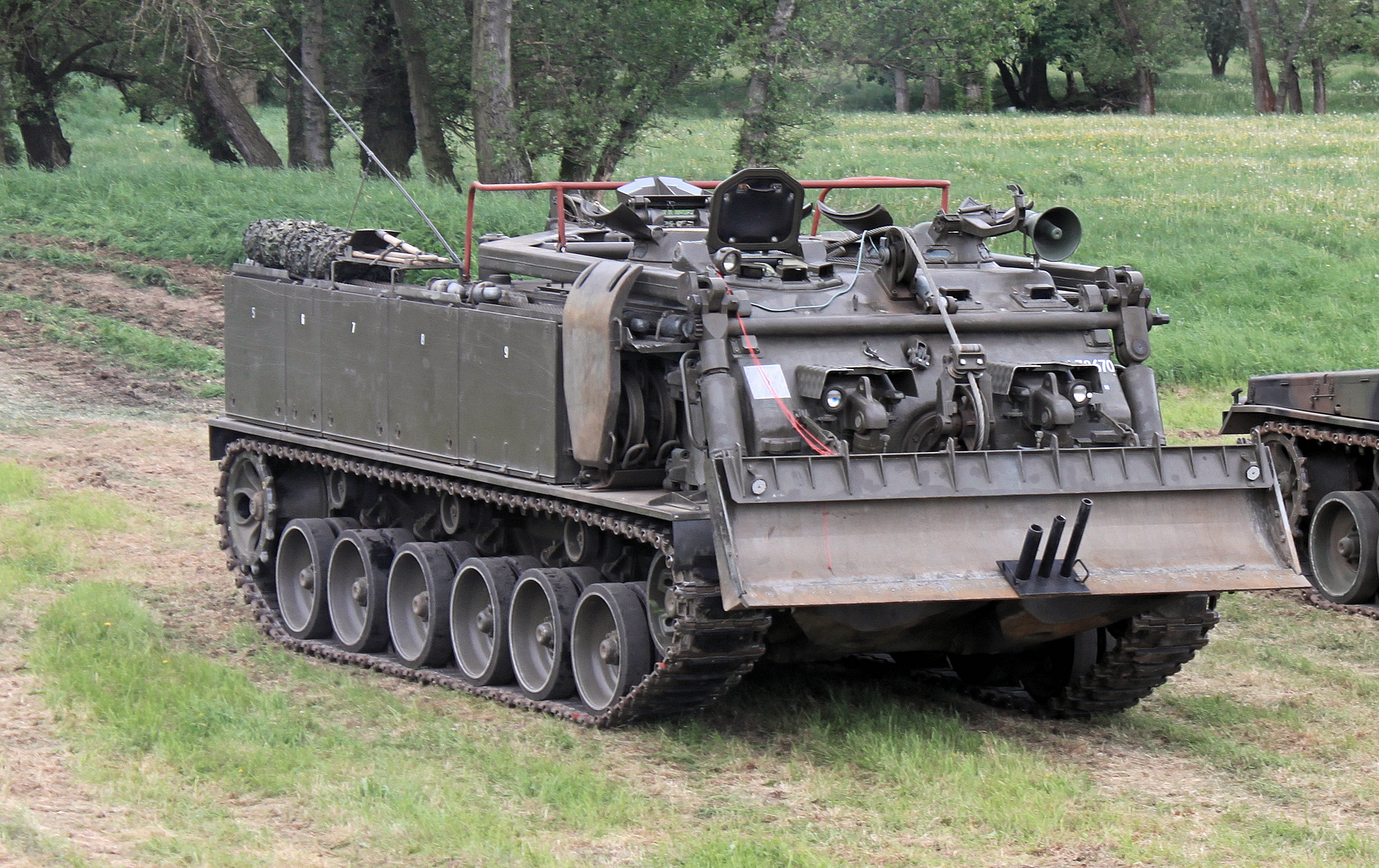
Entpannungspanzer 65

Entpannungspanzer 65 (EntpPz 65) – szwajcarski wóz zabezpieczenia technicznego wykorzystujący podwozie czołgu Pz. 68. Pojazd konstruowany od 1965 roku, pierwsze seryjne wozy tego typu armia szwajcarska otrzymała w 1972 roku.
W porównaniu z Pz. 68 kadłub EntpPz 65 został podwyższony. W jego przedniej części stanowiska zajmuje czteroosobowa załoga. Załoga zajmuje miejsca w pojeździe przez dwa włazy w stropie i drzwi w lewej burcie pojazdu. Pojazd wyposażony jest w składany dźwig o nośności 15 t, oraz wyciągarkę o uciągu 25 t (dzięki zbloczu siła ta może być zwiększona do 75 t). Wyciągarka wyposażona jest w linę o długości 120 m. Dodatkowo pojazd wyposażony jest w pomocniczą wyciągarkę o mniejszym uciągu z liną długości 240 m. Pojazd wyposażony jest w lemiesz wykorzystywany do prac ziemnych, oraz jako kotwa podczas pracy dźwigiem lub wyciągarką. Wewnątrz pojazdu przewożone jest drobniejsze wyposażenie takie jak spawarka i zestawy narzędzi. Pojazd wyposażony jest w pojedynczy karabin maszynowy W+F Mg. 51 i cztery wyrzutnie granatów dymnych.  